# Нечепсухо
Нечепсухо (рус. Нечепсухо; адиг. Ныджыпсыхъуэ) мања је река на југу европског дела Руске Федерације. Протиче преко југозападних делова Краснодарске покрајине, односно преко њеног Туапсиншког рејона. 
Настаје на југозападним обронцима Великог Кавказа у близини села Подхребтово спајањем три мање реке, а улива се у Црно море на подручју варошице Новомихајловски. Дужина водотока је 26 km, површина абсена око 225 km², а просечан проток у зони ушћа 14 m³/s. 